# Liste des orgues de Picardie classés dans la base Palissy des monuments historiques

## Méthodologie
Cette liste prend en compte les orgues de Picardie classés uniquement, au titre objet ou immeuble, que ce soit pour leur buffet ou leur partie instrumentale et répertoriés dans la base Palissy des Monuments historiques de France. La section Reprises recense les modifications les plus importantes. Dans certains cas le classement du buffet intègre également la tribune. À défaut de précision, le classement est réputé acquis au titre objet (cas le plus fréquent) mais les initiales I.D. signifient au titre Immeuble par Destination et I. au titre Immeuble.

## Liste
| Localisation                               | Construction | Reprises                                                                                   | Buffet                             | Instrument                         | Illustration |
| ------------------------------------------ | --- | ------------------------------------------------------------------------------------------ | ---------------------------------- | ---------------------------------- | ------------ |
| Allery, la Trinité                         | cabinet d'orgue par les Basiliens de l'abbaye de Valloires 1840 |                                                                                            |                                    | Notice no PM80000111               |              |
| Amiens, cathédrale Notre-Dame              | Buffet et instrument 1429-1431, agrandi 1549, reconstruit Pierre Le Pescheur (1620), puis Charles Dallery (1769), restauré John Abbey (1833), reconstruit A.Cavaillé-Coll (1884-1889).                      | Démonté 1918, remonté et transformé Edmond Alexandre Roethinger (1936-1937 puis 1964-1967) | Notice no PM80000123               |                                    |              |
| Amiens, Saint-Leu                          | Tribune et escalier (XVIe siècle), buffet (XVIIIe et XIXe siècles), instrument reconstruit Charles Dallery (1750-1751) Reconstruction frère Bonaventure et moines Basiliens de l'abbaye de Valloires (1839) |                                                                                            | Notice no PM80001675 buffet18e     | Notice no PM80001674               |              |
| Argoules, abbaye de Valloires              | Charles Dallery 1750, reconstruit Basiliens de l'abbaye de Valloires dirigés par Zimmermann 1845 | Restauré Haerpfer-Erman 1993                                                               | Notice no PM80000226               | Notice no PM80000246               |              |
| Aubenton, Notre-Dame                       | François Thierry 1735 Prémontrés de Bucilly, transféré Michel Kerst 1792, reconstruit Sébastien Zeiger 1855, modifié Dejardin 1883                                                                          |                                                                                            | Notice no PM02000043               | Notice no PM02000054               |              |
| Beauvais, Notre-Dame de Marissel           | O.de chœur de la cathédrale Notre-Dame d'Amiens, transféré Mary 1852 | Restauré Bertrand Cattiaux 2006                                                            | Notice no PM60001032               | Notice no PM60000269               |              |
| Béthisy-Saint-Pierre                       | Antoine Sauvage 1857,o.de chœur de Saint-Jacques de Compiègne, transféré 1876 |                                                                                            | Notice no PM60003503 I.D.          | Notice no PM60003504 I.D.          |              |
| La Capelle, Ste Grimonie                   | François Loret 1865 |                                                                                            |                                    | Notice no PM02000190               |              |
| Chambly, Notre-Dame                        | Jacques Carouge couvent la Présentation à Senlis 1679 , transféré à la Révolution | Restauré Théo Haerpfer 1986                                                                | Notice no PM60000476               | Notice no PM60003486               |              |
| Chantilly, Notre-Dame-de-l'Assomption      | John Abbey pour Saint-Louis d'Antin de Paris, transféré 1858 & réparé 1879 par Aristide Cavaillé-Coll | Inchangé depuis                                                                            |                                    | Notice no PM60000503               |              |
| Chaumont-en-Vexin, Saint-Jean-Baptiste     | DaublaineCallinet1840, modifié John Albert & Eugène Abbey 1870 | Restauré Jean-Jacques Mounier 1980                                                         |                                    | Notice no PM60000514               |              |
| Clermont, Saint-Samson                     | Guillaume Bertrand 1853 dans buffet de l'o. Jean Ourry 1622 |                                                                                            | Notice no PM60003065               |                                    |              |
| Compiègne, Saint-Antoine                   | Adrien van Bever 1882 derrière façade de Caulier 1832 | Restauré Laurent Plet 1994                                                                 |                                    | Notice no PM60000577               |              |
| Compiègne, Saint-Jacques                   | Louis Péronard 1768 | Restauré 1965 Haerpfer-Erman                                                               | Notice no PM60003067 I.            | Notice no PM60000609               |              |
| Crécy-en-Ponthieu, Saint-Séverin           | Nicolas Duputel 1885 | État d'origine                                                                             | Notice no PM80001677               | Notice no PM80001677               |              |
| Crépy-Valois, Saint-Denis                  | Daublaine Callinet 1839 | Restauré Michel Garnier 1986                                                               |                                    | Notice no PM60000685               |              |
| La Ferté-Milon, église Notre-Dame          | Augustin Zeiger 1868 dans buffet XVIIIe, transformé Michel-Merklin&Kuhn 1926 | Restauré Bernard Cogez 2007                                                                | Notice no PM02000471               |                                    |              |
| Lachelle, l'Assomption de Notre-Dame       | orgue à cylindres 1er quart XIXe siècle | Restauré Jacques Petit-Falaize 1980                                                        |                                    | Notice no PM60000945               |              |
| Laon, cathédrale Notre-Dame                | Henri DIDIER 1899 dans buffet 1700 | Restauration initiée Müller 1984, achevée Bernard Dargassies 1990                          | Notice no PM02000609               | Notice no PM02001495               |              |
| Long, St-Jean-Baptiste                     | Aristide Cavaillé-Coll 1877 | Restauré Laurent Plet 1989                                                                 | Notice no PM80000842               | Notice no PM80000838               |              |
| Marle, Notre-Dame                          | Aristide Cavaillé-Coll 1891 avec élts Daublaine Callinet 1840 dans buffet époque LOUIS XIII (à droite & Positif) et copie à gauche 1873                                                                     | Restauré Laurent Plet 1986                                                                 |                                    | Notice no PM02001499               |              |
| Montcornet, Saint-Martin                   | 1er quart 18e abbaye Saint-Vincent de Laon, transféré 1791, transformé Augustin Zeiger 1869 entre autres |                                                                                            | Notice no PM02000802               |                                    |              |
| Neuve-Maison, Saint-Lazare                 | 17e abbaye de Montreuil à Rocquigny, transféré 1810, reconstruit Renault 1926 avec réemploi | Restauré Jacques Petit-Falaize 1986                                                        | Notice no PM02000857               | Notice no PM02001502               |              |
| Nogent-l'Artaud, Saint-Germain             | origine inconnue 4e quart 16e (règne Henri IV), transféré 1793 | Restauration projetée 2011                                                                 | Notice no PM02001508 I.D.          | Notice no PM02001509 I.D.          |              |
| Pont-Sainte-Maxence, Saint-François        | Pierre Thierry 1643 Hôtel-Dieu de Noyon, reconstruit Claude Deschamps 1758, transféré Baudoux 1808, transformé Bertrand 1856                                                                                | Restauré 2011                                                                              | Notice no PM60003499               | Notice no PM60001300               |              |
| Précy-sur-Oise, Saints Pierre-et-Paul      | Narcisse Martin 1861 | Restauré Jean-François Muno 1988                                                           |                                    | Notice no PM60001306               |              |
| Rozoy-sur-Serre, St Laurent                | Paul-Marie Koenig 1957 dans buffet 1710 | Restauré Jacques Petit-Falaize 1972                                                        |                                    | Notice no PM02001409               |              |
| Saint-Michel en Thiérache, Abbaye          | Jean Boizard 1714, très bien conservé, restauré en 1980 par Haerpfer-Erman | Restauré Georg Westenfelder 1997                                                           | Notice no PM02001039               | Notice no PM02001037               |              |
| Saint-Quentin, basilique Saint-Quentin     | Haerpfer-Erman 1967 dans buffet Robert Clicquot 1699 |                                                                                            | Notice no PM02001083               |                                    |              |
| Saint-Riquier, abbatiale                   | O.des Prémontrés de Chartreuve, agrandi Louis Labour 1731 & 1748, reconstruit Basiliens de l'abbaye de Valloires 1853, restauré Séquiès 1925, modifié Edmond Alexandre Roethinger 1961                      | Restauré Laurent Plet 2005                                                                 | Notice no PM80001266               | Notice no PM80001245               |              |
| Senlis, cathédrale Notre-Dame              | François-Henri Clicquot 1760 dans buffet 1647 pour abbaye Saint-Vincent de Senlis, transféré & reconstruit Pierre-François Dallery 1808, reconstruit Joseph Merklin 1874                                    | Restauré Roger Lambert 1974, réparé Jean-Marc Cicchero 1994                                | Notice no PM60001530 I. liste 1840 |                                    |              |
| Soissons, cathédrale Sts-Gervais-&-Protais | o.de chœur |                                                                                            | Notice no PM02001511 I. liste 1862 | Notice no PM02001511 I. liste 1862 |              |
| Verberie, Saint-Pierre                     | Aristide Cavaillé-Coll 1843 château d'Aramont, transféré 1890 | Restauré                                                                                   |                                    | Notice no PM60001667               |              |
| Vervins, Notre-Dame                        | Pierre Schyven 1886 dans le buffet fin 17e | Restauré 1989                                                                              | Notice no PM02001319               |                                    |              |

## Source
- Base Palissy des Monuments historiques de France